# Утагава Ёситаки

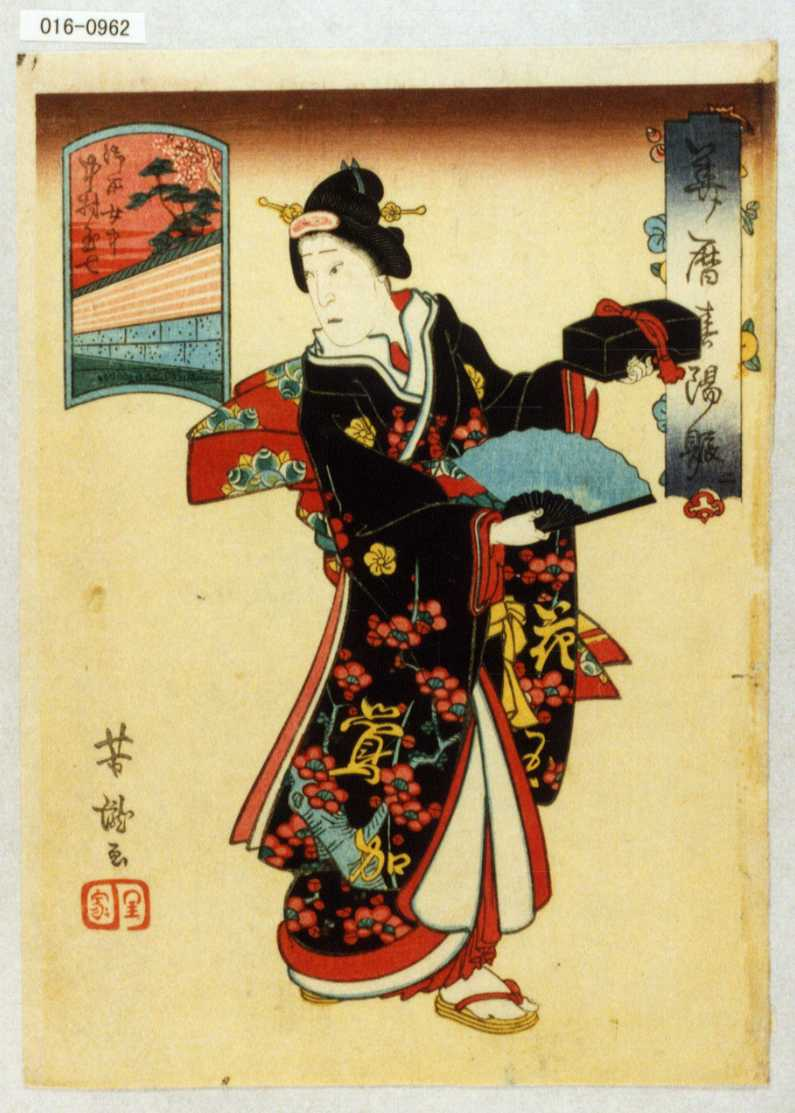
Утагава Ёситаки. Осень («Времена года»). 1859.

Утагава Ёситаки (яп. 歌川芳滝, (13 апреля 1841 — 28 июня 1899)) — японский художник, мастер укиё-э, представитель школы Утагава.

## Биография и творчество
Настоящее имя Утагавы Ёситаки — Накай Цунэдзиро. Он родился в семье торговца в Осаке и учился искусству укиё-э у Утагавы Ёсиумэ. С 1860 по 1880 годы Ёситаки считался ведущим мастером осакской школы укиё-э, находящейся в этот период в упадке. Связано это было со снижением художественного уровня гравюр из-за массового их производства. Ёситаки выпустил же за это время около 1 200 гравюр, в основном изображающих актёров театра кабуки, пользовавшегося тогда растущей популярностью.
Сын Ёситаки Кавасаки Кёсэн издал мемуары, в которых он в частности рассказал о непростых отношениях отца с издателями.